# Гакоах (Відень)
Спорти́вний клу́б «Гакоах» Ві́день (нім. Sportklub Hakoah Wien) — австрійський єврейський футбольний клуб з Відня. Заснований 1901 року. Найсильніша єврейська команда Австрії в міжвоєнний період, чемпіон Австрії 1925.
Після аншлюсу Австрії 1938 року нацисти ліквідували «Гакоах». Після другої світової війни клуб було відновлено. Зараз футбольної секції у клубі немає.

## Відомі гравці
- /  Бела Гуттман (1922—1926, 1932—1933) — захисник, півзахисник, один з найкращих тренерів світу 1950-1970-х років.

|  |  |  |

## Досягнення
- Чемпіон Австрії: 1925
- Віце-чемпіон Австрії: 1922

## Статистика
| Сезони | Матчі | Перемоги | Нічиї | Поразки | Різниця м'ячів | Очки |
| ------ | ----- | -------- | ----- | ------- | -------------- | ---- |
| 15     | 338   | 104      | 83    | 151     | 538 — 692      | 291  |